# Titularbistum Barica
Barica ist ein Titularbistum der römisch-katholischen Kirche.
Es geht zurück auf einen früheren Bischofssitz in der gleichnamigen antiken Stadt, die sich in der römischen Provinz Numidien befand.
| Titularbischöfe von Barica |                          |                                                   |                   |                   |
| Nr.                        | Name                     | Amt                                               | von               | bis               |
| 1                          | Angelo Negri MCCJ        | Apostolischer Vikar von Nilo Equatoriale (Uganda) | 10. Dezember 1934 | 13. November 1949 |
| 2                          | Karl Walter Vervoort OMI | Apostolischer Vikar von Pilcomayo (Paraguay)      | 15. Juli 1950     | 12. Juli 1979     |
| 3                          | Walter Jansen            | Weihbischof in Köln (Deutschland)                 | 19. Mai 1983      | 29. Januar 2004   |
| 4                          | Stanislav Stolárik       | Weihbischof in Košice (Slowakei)                  | 26. Februar 2004  | 21. März 2015     |
| 5                          | Michał Janocha           | Weihbischof in Warschau (Polen)                   | 9. Mai 2015       |                   |